# 호텔 비너스
《호텔 비너스》는 모든 대사가 한국어로 이루어진 일본 영화이다. 2004년 3월 6일에 일본에서 개봉됐으며 같은 해 9월 10일에 대한민국에서 개봉됐다. 일본영화이지만 모든배우들이 한국어로 연기하는 것이 특색이다. 제26회 모스크바 국제 영화제 신인감독부문 최우수상을 수상하였다.

## 출연
- 구사나기 쓰요시 - 초난
- 나카타니 미키 - 와이프
- 박정우 - 가이
- 고도희 - 사이
- 조은지 - 소다
- 이준기 - 보이
- 카가와 테루유키 - 닥터
- 이치무라 마사치카 - 비너스
- 이부 마사토 - 노인
- 층쿠 - 카페 비너스의 남자
- 다나카 요지 - 경찰
- 카츠무라 마사노부
- 카토리 신고 - 이방인